# Орловка (Алтайський район)
Орло́вка (каз. Орловка) — село у складі Алтайського району Східноказахстанської області Казахстану. Входить до складу Чапаєвського сільського округу.
Населення — 79 осіб (2021; 232 у 2009, 344 у 1999, 364 у 1989).
Національний склад станом на 1989 рік:
- казахи — 61 %
- росіяни — 33 %